# 临汾市第一中学
临汾市第一中学，简称临汾一中，是山西省临汾市教育局所属的一所全日制完全中学，山西省首批重点中学，山西省首批示范性高中。
临汾一中的前身是晋山书院。1896年，晋山书院扩建，改名为平阳中学堂。1913年，学校更名为山西省立第六中学，1934年改名为山西省立临汾中学。1950年学校改名为山西省临汾第一中学校。